# Guns in the Ghetto
Guns in the Ghetto è l'undicesimo album in studio del gruppo reggae britannico UB40, pubblicato nel 1997.

## Tracce
1. Always There
2. Hurry Come Up
3. I Love It When You Smile
4. I've Been Missing You
5. Oracabessa Moonshine
6. Guns in the Ghetto
7. Tell Me Is It True
8. Friendly Fire
9. I Really Can't Say
10. Lisa